# Buczynowy Potok
Die Buczynowy Potok (deutsch: Buchholtz-Bach) ist ein rund ein Kilometer langer linker Zufluss der Roztoka in der Woiwodschaft Kleinpolen in Polen. Sie hat den Charakter eines Hochgebirgsflusses.

## Geografie
Der Fluss hat seine Quelle am Südhang des Mała Buczynowa (2172 m) im Tal Dolina Buczynowa und fällt im Wasserfall Buczynowa Siklawa in das Roztokatal in der Hohen Tatra. Der ganze Flusslauf befindet sich im Tatra-Nationalpark.

## Flora und Fauna
Das Wasser des Buczynowa Potok ist sauber. Der Fluss fließt oberhalb der Baumgrenze.

## Tourismus
Der Fluss ist nur in seinem Unterlauf über einen grün markierten Wanderweg zugängig.

## Flussverlauf

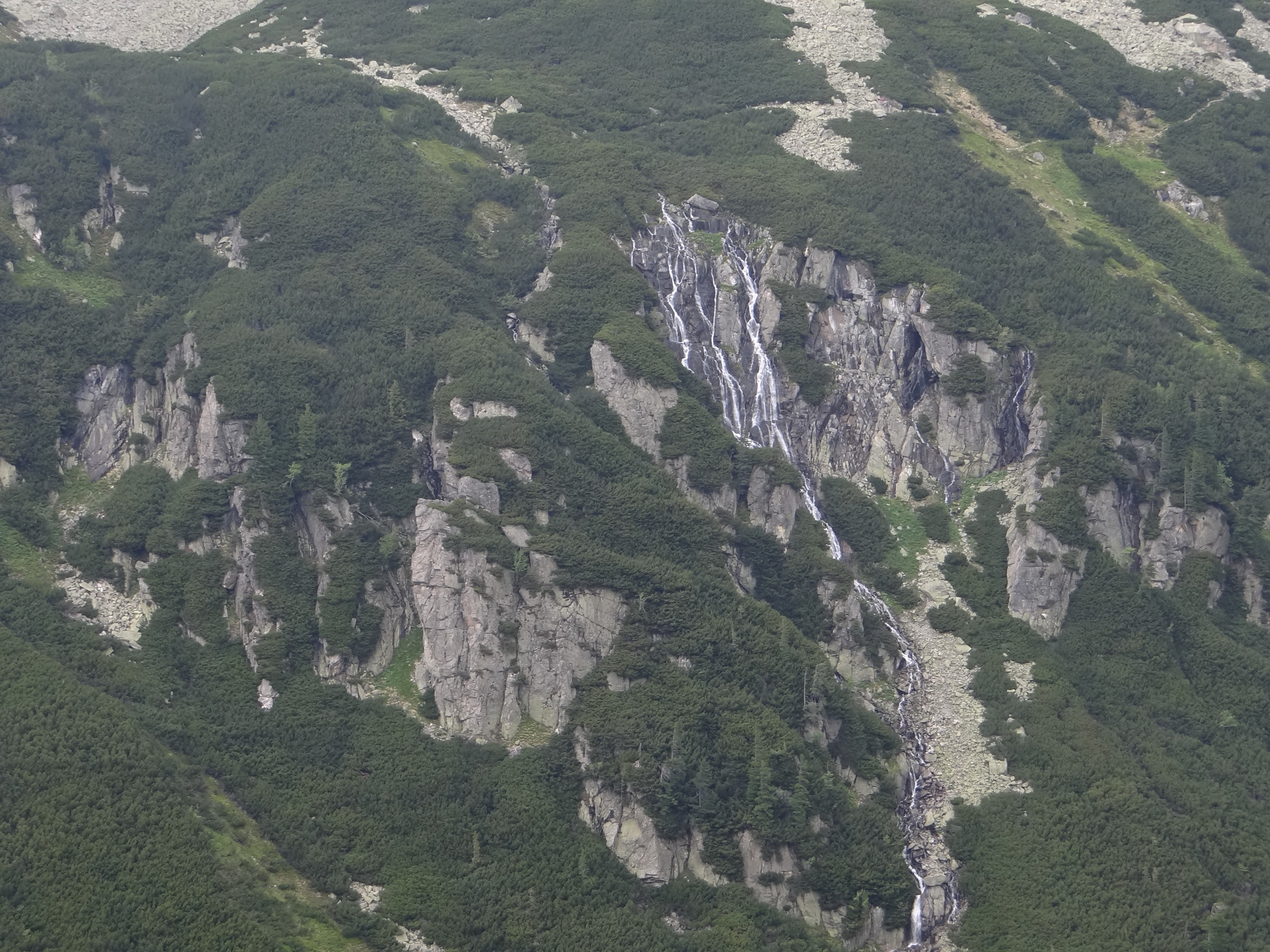
Buczynowa Siklawa
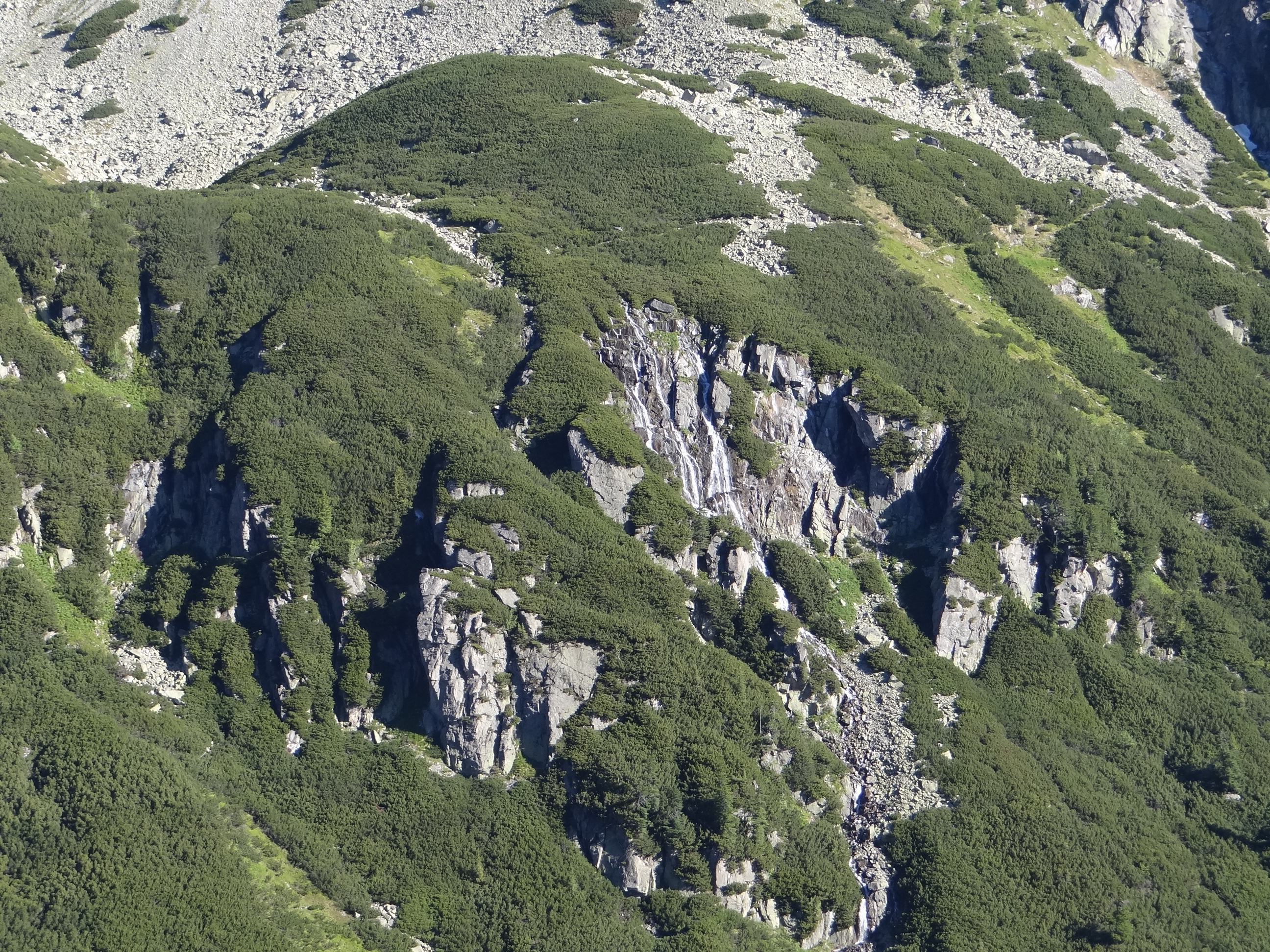
Buczynowa Siklawa